# Eutrichillus canescens
Eutrichillus canescens är en skalbaggsart som beskrevs av Dillon 1956. Eutrichillus canescens ingår i släktet Eutrichillus och familjen långhorningar. Inga underarter finns listade i Catalogue of Life.